# Carex maculata
Carex maculata är en halvgräsart som beskrevs av Francis M.B. Boott. Carex maculata ingår i släktet starrar, och familjen halvgräs. IUCN kategoriserar arten globalt som livskraftig.

## Underarter
Arten delas in i följande underarter:
- C. m. maculata
- C. m. tetsuoi